# Административное деление Нигера

## Административно-территориальное деление

Регионы Нигера

В административном отношении делится на столичный округ Ниамей и 7 регионов, которые в свою очередь разделяются на 36 департаментов. Департаменты состоят из городских и сельских коммун.
| №     | Регион    | Административный центр | Площадь, км² | Население, чел. (2012) | Плотность, чел./км² |
| ----- | --------- | ---------------------- | ------------ | ---------------------- | ------------------- |
| 1     | Агадес    | Агадес                 | 667 799      | 487 620                | 0,73                |
| 2     | Диффа     | Диффа                  | 156 906      | 593 821                | 3,78                |
| 3     | Досо      | Досо                   | 33 844       | 2 037 713              | 60,21               |
| 4     | Маради    | Маради                 | 41 796       | 3 402 094              | 81,40               |
| 5     | Ниамей    | Ниамей                 | 255          | 1 026 848              | 4026,85             |
| 6     | Тахуа     | Тахуа                  | 113 371      | 3 328 365              | 29,36               |
| 7     | Тиллабери | Тиллабери              | 97 251       | 2 722 482              | 27,99               |
| 8     | Зиндер    | Зиндер                 | 155 778      | 3 539 764              | 22,72               |
| Всего | Всего     | Всего                  | 1 267 000    | 17 138 707             | 13,53               |

## Этнографическое районирование

### Этнография

Карта расселения народностей Нигера
Хауса
Джерма
Туареги
Канури
Тубу
Гурма

Большинство населения Нигера (55,4 %) составляют представители народа хауса.
Весьма многочисленны вестернизованные сонгаи, составляющие 21 % населения Нигера..
Туареги составляют 9,3 % населения страны. регион Агадес, а также долину реки Нигер. кочевой образ жизни, занимаются, в основном, животноводством. В Нигере туареги появились в X веке, будучи вытеснены арабами из Северной Африки. Туареги объединены в конфедерации племён, большим авторитетом пользуется.
Фульбе (фулани на языке хауса) расселены среди других народов Нигера и составляют 8,5 % населения страны наемные пастухов..
Канури и родственные им Манга составляют 4,7 % населения Нигера. Они проживают на юго-востоке страны, в регионе Диффа, около озера Чад. Большая часть канури живёт в Нигерии и Чаде. В средневековье они были создателями государств Канем и Борно. Современные места расселения канури заняли в результате многочисленных миграций, при этом различные их группы помнят место своего происхождения. В основном канури — земледельцы, но некоторые племена занимаются и животноводством, ведя полукочевой образ жизни..
Тубу составляют основу скотоводческого населения востока страны — они расселены в оазисах Джадо, Кавар и плато Термит. Их именуют «чёрными кочевниками Сахары». Большинство тубу проживают в Чаде и Ливии, в Нигере их около 40 тыс. человек (0,4 % населения). Тубу ведут кочевой и полукочевой образ жизни, разводят верблюдов и коз. Осевшие в оазисах тубу владеют финиковыми пальмами и соляными промыслами, а также выращивают ячмень, просо и пшеницу. Многие тубу также занимаются караванной торговлей..

## История
В 1900 году французы основали «военную территорию Зиндер», позже вошедшую в состав колонии Верхний Сенегал-Нигер, входившей в свою очередь во Французскую Западную Африку.
После обретения страной полной государственной независимости 3 августа 1960 года власти столкнулись с отсутствием внетрайбалистской идентичности и по сей день нет предпосылок её появления в полиэтничной стране; нежеланием населения жить единой государственной жизнью. Поэтому все сменявющие друг друга диктаторские и военные режимы, перемежающиеся «переизбираемыми на демократических выборах», провозглашают на словах курс на децентрализацию, начиная своё правление с административно-территориальной реформы с тем, чтобы:
- перетасовать лояльные свергнутому предшественнику сплочённые группировки в местных органах управления;
- разбить каждую народность по нескольким административно-территориальным единицам, избегая внутри них численного или по иным мотивам превалирования какой-либо местной этнической группы;
- не допустить развития современных форм местного самоуправления помимо трайбалистских институтов, признаваемых и охраняемых действующей Конституцией[14].
- весь аппарат управления и, по возможности, армия, по всей стране при всех режимах состоит из родни и соплеменников правящего главы государства.[15][16]

На протяжении истории независиого Нигера, правящие племена не прекращают ущемление прав и наступление на туарегов, составляющими абсолютное большинство населения почти на всей территории страны (кроме долины Нигера) с расовой подоплёкой, как против единственного среди населения страны европеоидного народа, изгнанного арабами в XI веке со своей исторической родины. Притеснения вызвали по меньшей мере два всеобщих восстания туарегов Нигера, Первое в 1989-1998 годах и Второе, в 2007-2009 годах. На контролировавшихся повстанцами территориях создавались самопровозглашённые государства с de-facto территориальным делением на милиционно-племенной основе.
Характерной собенностью истории административно-территориального деления до компьютеризации являлись вопиющие разрывы приемственной связи внутри законодательства одного и того же режима, так что очередные административные реформы оформлялись внесением поправок в давно утратившие силу законодательные акты, а о существовании более поздних действующих нормативных актов по административному делению законодатель не осведомлён и оставляет их в силе. Это вызвано тем, что все управленческие распоряжения отдавались устно, а ведение «канцелярии» было поручено посторонним администрированию лицам, продуцировавшим документацию по содержанию на своё усмотрение; притом, она не содержалась в порядке и делопроизводители не контролировали состав своего «законодательства» и не отменяли ли когда-либо тот или иной закон. Можно также сделать вывод, что все законодательно оформленные системы административного деления были предназначены для заполнения предполагаемой лакуны в национальном законодательстве, а не для воплощения в жизнь; независимо от них в устном оперативном управлении складывалась иная система власти на местах.

### Хронология законодательства
- Законом Нигера 61-50 от 31 декабря 1961 года установлены, как сложилось среди туземных чиновников в 1950-е годы 16 серклей то есть кругов (cercle — с фр. — «окружность», «круг», разг. «округ»). Серкль делился на территориальные сирконскрипсьоны или цирконскрипции (фр. circonscription territoriale — букв. «территориальный округ, волость»).
- Законом Нигера 64-023 от 17 июля 1964 года введена номенклатура территориальных единиц как во Франции: 7 департаментов (фр. département), 32 округа-аррондисмана (фр. arrondissement и 120—150 коммун (фр. commune), причём к закон опубликован со странным постскиптумом: «на самом деле, в будут созданы 21 коммуна и 27 административных постов для самых здоровенных амбалов заменят собой всё остальное».[17]

В последующие годы диктаторский режим Диори упразднил официальную публикацию законов. Административные реформы то и дело упоминались в официозной прессе без пояснений, в чём они заключались.
В 1992 году появляется стабильная, до реформы 2002 года, официальная карта административного деления, хотя закон, устанавливающий или регулирующий не был опубликован.

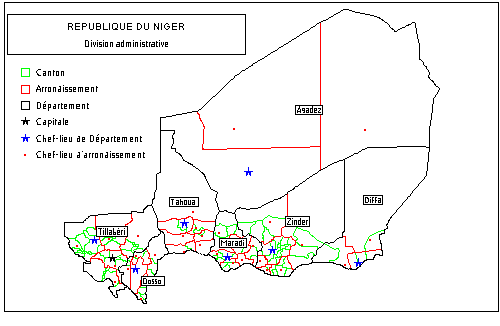
Административное деление Нигера

Территория страны разделена на 7 департаментов, подразделявшихся на от аррондисманы (всего 35, от трёх до семи в составе департамента; их число указано цифрой в скобках после названия департамента):
- Тиллабери (5);
- Досо (5);
- Тахуа (7);
- Маради (6);
- Зиндер (6);
- Диффа (3);
- Агадес (3).

Департаменты и аррондисманы именуются по названиям их центров.
После захвата власти представителями хауса у первых диктаторов из племени группы сонгаи, жителей окрестностей столицы, Ниамей был лишён особого статуса и его положение было намерено понижено до рядового аррондисмана департамента Тиллабери, даже не центра своего департамента.
Административное деление считалось ым: аррондисманы делились на кантоны-группы коммун (кроме малонаселённого крупнейшего по площади департамента Агадес в Сахаре). Однако, по картам во всех точках выхода границ кантонов к границам между департаментами наблюдается схождение четырёх кантонов, а внешние границы пар граничащих кантонов разных департаментов образуют плавную линию. Деление на кантоны проведено далеко не для всех территорий внутри аррондисмана. Это свидетельствует о двух одновременно функционирующих системах местной администрации. Кантоны можно соотнести с санкционируемой традиционной властью племенных вождей-«царьков» (иерархической системы «королей» и «султанов»). В зависимости от политического положения племени и привилегий его царька, жесткость подчинения территориальным властям аррондисмана и возможность контроля над территориями кантона в соседних административных единицах могла быть различной.
Вопрос об административной реформе как наименее болезненном дебюте косметических реформ поднял Ибрагим Баре Маинассара, свергнувший в результате военного переворота первого демократически избранного президента страны
Махамана Усмана в разгар своей избирательной кампании по легитимизации на посту главы государства через выборы, обещая с этого начать борьбу со скверным и неэффективным госуправлением. Он заявил, что 2 марта 1996 года ему был представлен доклад, касающийся административной реформы. Территорию страны предполагалось разделить, используя номенклатуру Франции, на 8 регионов (фр. région), 55 департаментов, 155 аррондисманов и 774 коммуны. Доклад не имел последствий, однако власти поддерживали дискуссии на эту тему в прессе с выдвижением разных предложений, в условиях обострения внутриполитичесеого кризиса.
Законами Нигера 98-30 и 98-31 от 14 сентября 1998 года, «впервые в истории Республики» (?!), как сказано в их преамбулах, предусматривалось создание соответственно департаментов и объединяющих по нескольку их регионов, указаны их центры (фр. chef-lieu), определены названия и установлены границы; было предусмотрено деление департаментов на аррондисманы. Фактически, департаменты были переименованы в регионы (всего −7), аррондисманы в департаменты (всего −37), а кантоны — в аррондисманы.
В период V Республики (на сегодняшний день в Нигере свергнута VIII Республика) в Конституции 9 августа 1999 года впервые появляется упоминание о местном самоуправлении (ст. 127): «территориальные коллективы будут созданы (так в тексте!) органическим законом.».
Законами Нигера 2002—014, 2002—015 и 2002—016 от 11 июня 2002 года были созданы соответственно:
- 52 городские коммуны (фр. commune urbaine) и 213 сельских коммун (фр. commune rurale для 12 700 сёл не считая долговременных и многолетних сезонных поселений кочевников[19]. По нескольку сельских коммун объединяются в кантоны (фр. canton).
- городские сообщества (фр. communauté urbainee) городов: Ниамей,
- Маради, Тахуа и Зиндер.

Эти города делятся на городские коммуны (фр. commune urbaine). Общее число департаментов тем самым сократилось до 33. В последующие годы Маради, Тахуа и Зиндер фактически утратили статус городских сообществ, обратившись в обычные департаменты, хотя Закон Республики Нигер 2002—016 не отменён. Должность руководителя департамента в 2012 году получила название префект (фр. préfet).